# Top 40 Hitlist
De Top 40 Hitlist was een hitlijst met de 40 populairste hits in Vlaanderen, die van 2009 tot en met 2019 wekelijks werd uitgezonden op de commerciële radiozender Qmusic. Het programma werd eerst gepresenteerd door Bart-Jan Depraetere, vanaf 2014 door Elias Smekens en vanaf september 2018 door An Lemmens. Daarnaast was er ook een tijdje een televisieversie op jongerenzender JIM.
De 40 populairste hits werden elke week bepaald aan de hand van verkoop van downloads, airplay van vijf verschillende Vlaamse radiozenders (Qmusic, Radio 2, Studio Brussel, MNM en Joe - oorspronkelijk nog aangevuld met de televisiezenders JIM en TMF) en resultaten uit muziekonderzoek. Naast de Top 40 Hitlist werden uit deze gegevens ook wekelijks de Tiplist en Dance Hitlist samengesteld.

## Trivia
- De eerste Top 40 Hitlist werd uitgezonden op zaterdag 10 oktober 2009 met I Gotta Feeling van Black Eyes Peas als nr. 1.
- De laatste Top 40 Hitlist werd uitgezonden op zondag 1 september 2019 met Hoe Het Danst met Marco Borsato, Armin van Buuren en Davina Michelle als nr. 1.
- In de geschiedenis van de lijst viel het maar een paar keer voor dat een liedje binnenkwam op nr. 1. Op 27 april 2013 kwam Get Lucky van Daft Punk nieuw binnen op de eerste plaats. Samen Voor Altijd van Marco Borsato kwam binnen op nummer 1 op 14 december 2013. Hello van Adele kwam eveneens meteen op nummer 1 binnen op 31 oktober 2015. On The Floor van Jennifer Lopez & Pitbull en Balada van Gusttavo Lima maakten hun debuut op de 2e plaats.
- Op het einde van elk jaar zond Qmusic de Top 100 Hitlist uit, met de 100 populairste hits van het voorbije jaar.